# (9372) Vamlingbo
(9372) Vamlingbo (1993 FK37) – planetoida z pasa głównego asteroid okrążająca Słońce w ciągu 4,89 lat w średniej odległości 2,88 j.a. Odkryta 19 marca 1993 roku.